# Pallottinerkirche St. Johannes der Täufer (Freising)

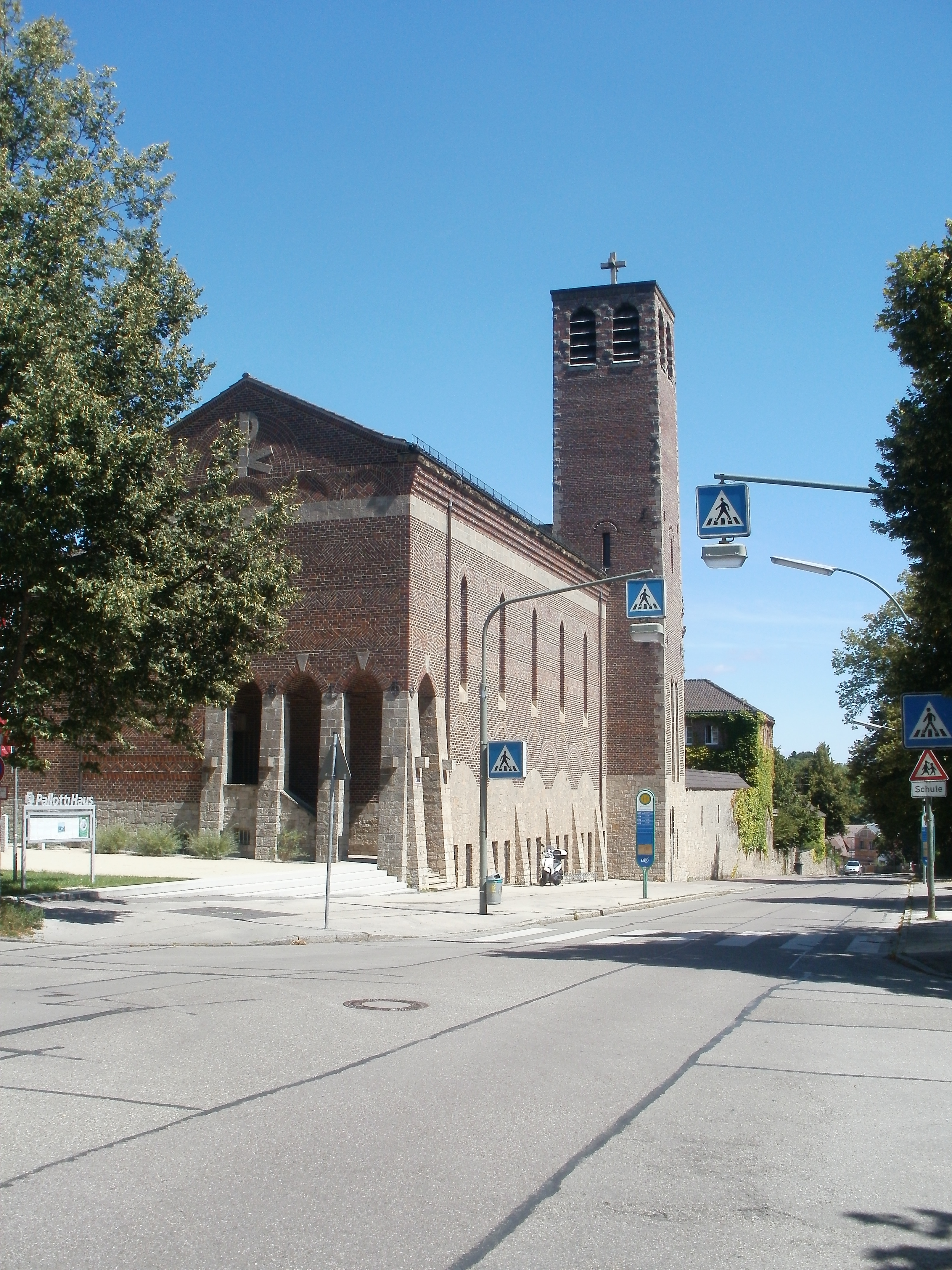
Pallottinerkirche St. Johannes der Täufer in Freising

Die Pallottinerkirche St. Johannes der Täufer ist ein moderner Kirchenbau im nördlichen Stadtgebiet von Freising (Oberbayern). Sie wurde in den Jahren von 1928 bis 1930 zusammen mit einem langgestreckten Missionsseminar nach Plänen des Darmstädter Architekten Jan Hubert Pinand erbaut. Pinand schuf mit dem Komplex eine der bedeutendsten Bauten des kirchlichen Expressionismus in Altbayern. Alle Skulpturen und Reliefs der Kirche sind Werke des Münchner Bildhauers Karl Baur und stammen aus dem Zeitraum von 1930 bis etwa 1955.

## Geschichte
Die Gemeinschaft der Pallottiner kam 1919 nach Freising. Erstes Seminargebäude war das ehemalige Philippsschloss (zuvor genutzt vom Hofbrauhaus Freising) auf dem Domberg.
Ende der 1920er Jahre entschloss sich die Gemeinschaft, ermutigt durch den Direktor des Klerikalseminars Johannes Schauer und den Freisinger Bürgermeister Stephan Bierner, zum Neubau auf dem Wehrberg am nördlichen Stadtrand. Der Gebäudekomplex wurde am 14. September 1930 durch den Münchener Erzbischof Kardinal Faulhaber geweiht. Erster Rektor des Hauses wurde Pater Albert Eise.
1939 wurde das gesamte Gebäude beschlagnahmt. Auf dem Areal wurde eine Lehrerbildungsstätte eingerichtet, in den späteren Kriegsjahren ein Lazarett. Die Kirche diente der benachbarten Vimy-Kaserne als Garnisonkirche.
Nach Ende des Zweiten Weltkriegs belebten Prälat Michael Höck und der Münchener Weihbischof Johannes Neuhäusler das Gemeinschaftsleben wieder. In dem Seminargebäude entstand ein Internat, das bis 1988 existierte und zuletzt auch als erzbischöfliches Knabenseminar der Erzdiözese München und Freising diente.
Heute ist in dem Pallotti-Haus ein Bildungs- und Therapiezentrum untergebracht.

## Architektur
Der Gebäudekomplex ist eine dreiflügelige Anlage. Sie ist im Wesentlichen aus Klinkersteinen errichtet, die in verschiedenen Mustern die Fassade zieren. Architekt Pinand bediente sich insbesondere bei der Planung der Kirche einer gotisierenden Formensprache.